# 額戸氏
額戸氏/強戸氏/合土氏（ごうどし）は、清和源氏の流れを汲む、新田氏の支族である。「額戸」の意味は渓谷を指すと伝わる。

## 概要

### 鎌倉時代・南北朝時代
新田義重の五男（または三男）の額戸五郎経義が新田荘のうち東北部の額戸郷（現・太田市強戸町）と長岡郷（現・太田市西長岡町）と鶴生田郷（現・太田市鶴生田町）と亀岡郷（現・太田市亀岡町）と粕川郷（現・太田市粕川町）を相続したのに始まる。
同族の山名氏・里見氏・世良田氏らとともに、御家人として、鎌倉幕府に出仕した。
永仁3年（1295年）、経義の孫の鶴生田時綱は赤城神社を新田荘鶴生田郷に勧請し社殿を建立した。
元弘3年（1333年）、経義の子孫の額戸政忠と為綱父子は惣領家の新田義貞に従い、南朝軍に属して活躍した。

### 室町時代
越後の額戸氏一族は、室町幕府がはじまると同族の大井田氏一族とともに越後守護上杉氏に属するようになり戦国時代になると上杉謙信に仕えるようになった。
額戸氏（長岡氏）の庶子家の粕川氏（糟川氏）は同族の岩松氏の仲介により足利氏満に帰参し鎌倉公方府に出仕した。
足利家とは元々源義国を同祖とする粕川氏は、その後代々鎌倉公方（古河公方）の奉公衆として関東足利家に近侍し、やがて戦国時代をむかえたが、その後関東足利家が没落したので徳川家に仕えた。
額戸氏（合土氏）の分家の亀岡氏も世良田氏や里見氏と同じく鎌倉府に仕えた。
京都の額戸氏は足利将軍家から足利一門（額戸殿）として処遇され奉公衆に列せられた。越前・越中など北陸道諸国に所領を認められ北陸地方で、栄えたという。

### 江戸時代
鶴生田氏は鶴氏と生田氏に分かれて、江戸時代をむかえて、旗本となった。

## 庶家
- 強戸氏（合土氏）
- 鶴生田氏
- 長岡氏
- 亀岡氏
- 粕川氏（糟川氏）

## 系譜
新田義重ー額戸経義ー長岡氏経ー政氏（額戸氏）ー氏長ー経長ー政長ー政忠ー為綱
　　　　　　　　　　　　　　Ｌ経氏（長岡氏）ー経政ー長義ー義基ー長親
　　　　　　　　　　　　　　Ｌ時綱（鶴生田氏）